# Einband-Europameisterschaft 1954

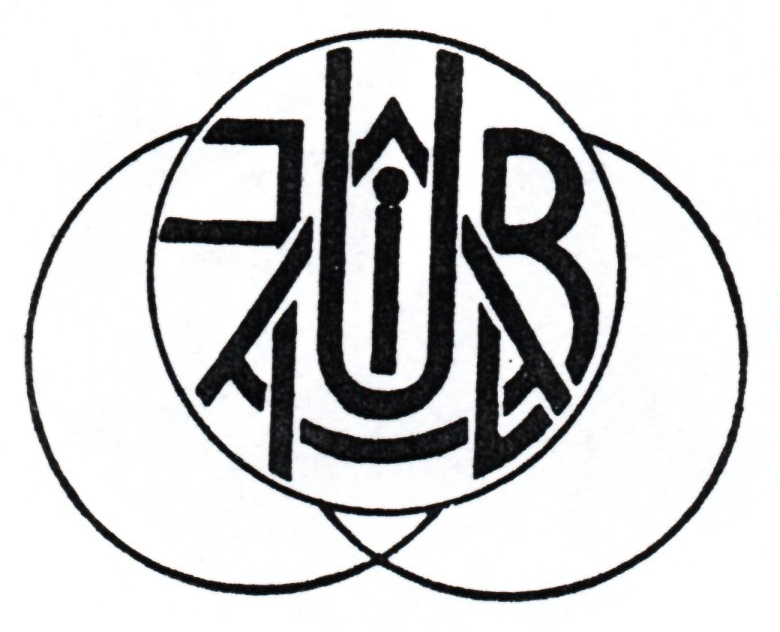
Logo UIFAB (ausrichtender Verband)

Veranstaltungsort: Saarbrücken

Die Einband-Europameisterschaft 1954 war das 5. Turnier in dieser Disziplin des Karambolagebillards und fand vom 29. April bis zum 2. Mai 1954 in Saarbrücken, dem damals autonomen Saarland, statt. Es war die erste Einband-Europameisterschaft in Deutschland.

## Geschichte
Saarbrücken war eine Europameisterschaft der Rekorde. Für den neuen Rekord im Generaldurchschnitt (GD) mit 5,15 und besten Einzeldurchschnitt (BED) von 9,37 sorgte der Frankfurter Walter Lütgehetmann der hochverdient den EM-Titel gewann. Mit  August Tiedtke, der auch ein starkes Turnier spielte und endlich auch einmal seinen Angstgegner René Vingerhoedt bezwingen konnte, feierten die beiden Deutschen mit den zahlreich erschienenen Zuschauern und der vielfältigen Presse einen Doppelsieg. Der Titelverteidiger Joaquín Domingo verbesserte seinen eigenen Europarekord in der Höchstserie, aufgestellt bei der Weltmeisterschaft 1935 in Nizza, von 52 auf jetzt 66 Punkte.

## Turniermodus
Hier wurde im Round Robin System bis 150 Punkte gespielt. Es wurde mit Nachstoß gespielt. Damit waren Unentschieden möglich.
Bei MP-Gleichstand (außer bei Punktgleichstand beim Sieger) wird in folgender Reihenfolge gewertet:
1. MP = Matchpunkte
2. GD = Generaldurchschnitt
3. HS = Höchstserie

## Abschlusstabelle

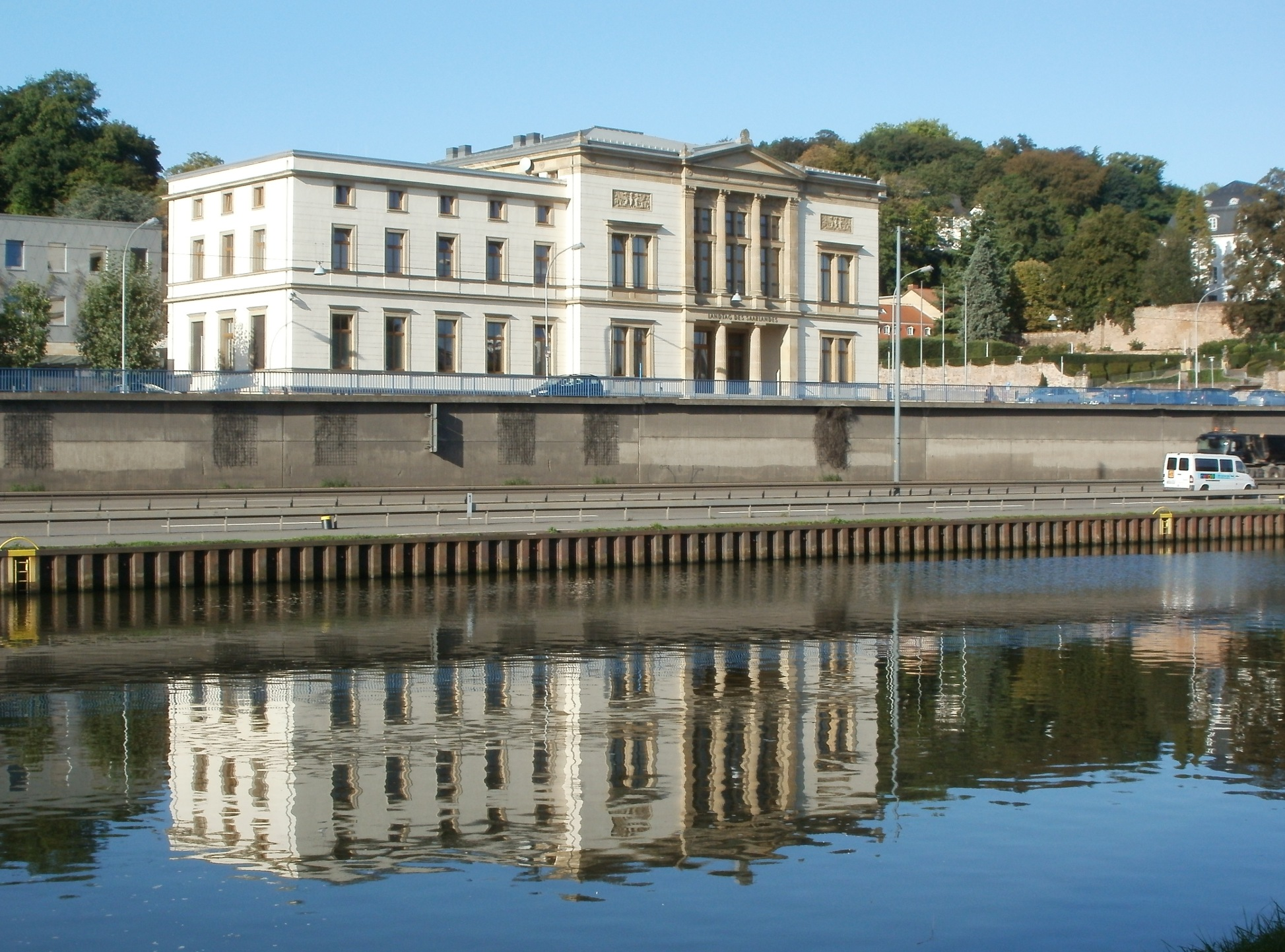
Landtagsgebäude Saarbrücken

| MP    | Match Points (Sieger = 2; Unentschieden = 1; Verlierer = 0) |
| Pkte. | Erzielte Karambolagen                                       |
| Aufn. | Benötigte Versuche                                          |
| GD    | Generaldurchschnitt                                         |
| BED   | Bester Einzeldurchschnitt eines Spielers                    |
| HS    | Höchstserie                                                 |
|       | Bester GD des Turniers                                      |
|       | Bester ED des Turniers                                      |
|       | Beste HS des Turniers                                       |
|       | 1. Platz (Gold)                                             |
|       | 2. Platz (Silber)                                           |
|       | 3. Platz (Bronze)                                           |

| Platz                     | Name                | MP   | Pkte. | Aufn. | GD   | BED  | HS |
| ------------------------- | ------------------- | ---- | ----- | ----- | ---- | ---- | -- |
| 1                         | Walter Lütgehetmann | 18:0 | 1350  | 262   | 5,15 | 9,37 | 37 |
| 2                         | August Tiedtke      | 16:2 | 1333  | 292   | 4,56 | 7,89 | 46 |
| 3                         | René Vingerhoedt    | 14:4 | 1296  | 297   | 4,36 | 7,50 | 48 |
| 4                         | Joaquín Domingo     | 10:8 | 1119  | 264   | 4,23 | 5,17 | 66 |
| 5                         | Alfredo Alhinho     | 10:8 | 1036  | 320   | 3,23 | 7,14 | 25 |
| 6                         | Laurent Boulanger   | 10:8 | 1158  | 362   | 3,19 | 4,83 | 33 |
| 7                         | Johann Scherz       | 6:12 | 1113  | 364   | 3,05 | 4,28 | 35 |
| 8                         | Arba Basilio-Gil    | 4:14 | 895   | 370   | 2,41 | 3,06 | 17 |
| 9                         | Jean Galmiche       | 2:16 | 1016  | 386   | 2,63 | 2,30 | 20 |
| 10                        | Klaus Nussberger    | 0:18 | 837   | 369   | 2,26 | –    | 23 |
| Turnierdurchschnitt: 3,39 |                     |      |       |       |      |      |    |